# Seznam členů Francouzské akademie
Seznam členů Francouzské akademie podle křesel.